# Thrust SSC
O ThrustSSC ("SuperSonic Car", trad.: "Carro Supersônico") é o veículo que detém o recorde de velocidade em terra. 
Em 15 de outubro de 1997, conduzido pelo piloto da Força Aérea Real (RAF), Andy Green, o ThrustSSC atingiu 1 228 km/h.

## Desenvolvimento
O projeto do ThrustSSC iniciou-se sob a liderança de Richard Noble e Ron Ayers, com o objetivo de superar o recorde de velocidade em terra do Thrust2 em 1983. Os testes preliminares ocorreram na Jordânia entre 1996 e 1997, aproveitando a estação seca para ajustes de desempenho e validações técnicas antes das tentativas no deserto de Black Rock, localizado nos Estados Unidos.
O programa de desenvolvimento envolveu análises aerodinâmicas detalhadas, simulações computacionais de fluxo supersônico, e adaptações das turbinas aeronáuticas para operação em solo. Cada componente crítico passou por testes de resistência e confiabilidade em condições extremas, garantindo segurança e estabilidade durante a corrida.

## Design
O veículo mede 16,5 m de comprimento, 3,7 m de largura e pesa 10,6 toneladas. É equipado com duas turbinas Rolls-Royce Spey 202 com pós-combustão, produzindo 110.000 hp e consumo de 18 litros de combustível por segundo na potência máxima.
As rodas são de titânio com 90 cm de diâmetro, projetadas para suportar forças centrífugas extremas em velocidades supersônicas. O sistema de frenagem inclui freios a disco de alta performance e dois paraquedas aerodinâmicos: o primeiro com 2,28 m de diâmetro, eficaz acima de 966 km/h, e o segundo com 4,57 m, usado em velocidades mais baixas (~321 km/h).
O design do carro priorizou estabilidade aerodinâmica, distribuição de massa e controle preciso de direção em velocidades acima de 1.200 km/h. Todos os sistemas foram desenvolvidos para resistir a forças de compressão e vibração extremas durante a corrida.

## Construção
O ThrustSSC foi fabricado pelo SSC Programme Limited em Londres. A construção envolveu materiais de alta resistência e baixa densidade, adaptação de turbinas aeronáuticas e integração de sistemas de controle avançados. Cada componente foi montado com precisão para suportar cargas extremas, altas velocidades e impacto mínimo da força aerodinâmica.
O veículo encontra-se preservado no Coventry Transport Museum.

## Recordes de velocidade
| Data                   | Modalidade                                                             | Local                                         | Recorde                      |
| ---------------------- | ---------------------------------------------------------------------- | --------------------------------------------- | ---------------------------- |
| 25 de setembro de 1997 | Maior velocidade em 1 quilômetro, FIA Outright World Land Speed Record | Deserto de Black Rock, Nevada, Estados Unidos | 1 149,055 km/h (713,990 mph) |
| 25 de setembro de 1997 | Maior velocidade em 1 milha, FIA Outright World Land Speed Record      | Deserto de Black Rock, Nevada, Estados Unidos | 1 149,303 km/h (714,144 mph) |
| 15 de outubro de 1997  | Maior velocidade em 1 quilômetro, FIA Outright World Land Speed Record | Deserto de Black Rock, Nevada, Estados Unidos | 1 223,657 km/h (760,345 mph) |
| 15 de outubro de 1997  | Maior velocidade em 1 milha, FIA Outright World Land Speed Record      | Deserto de Black Rock, Nevada, Estados Unidos | 1 227,985 km/h (763,035 mph) |

## Galeria

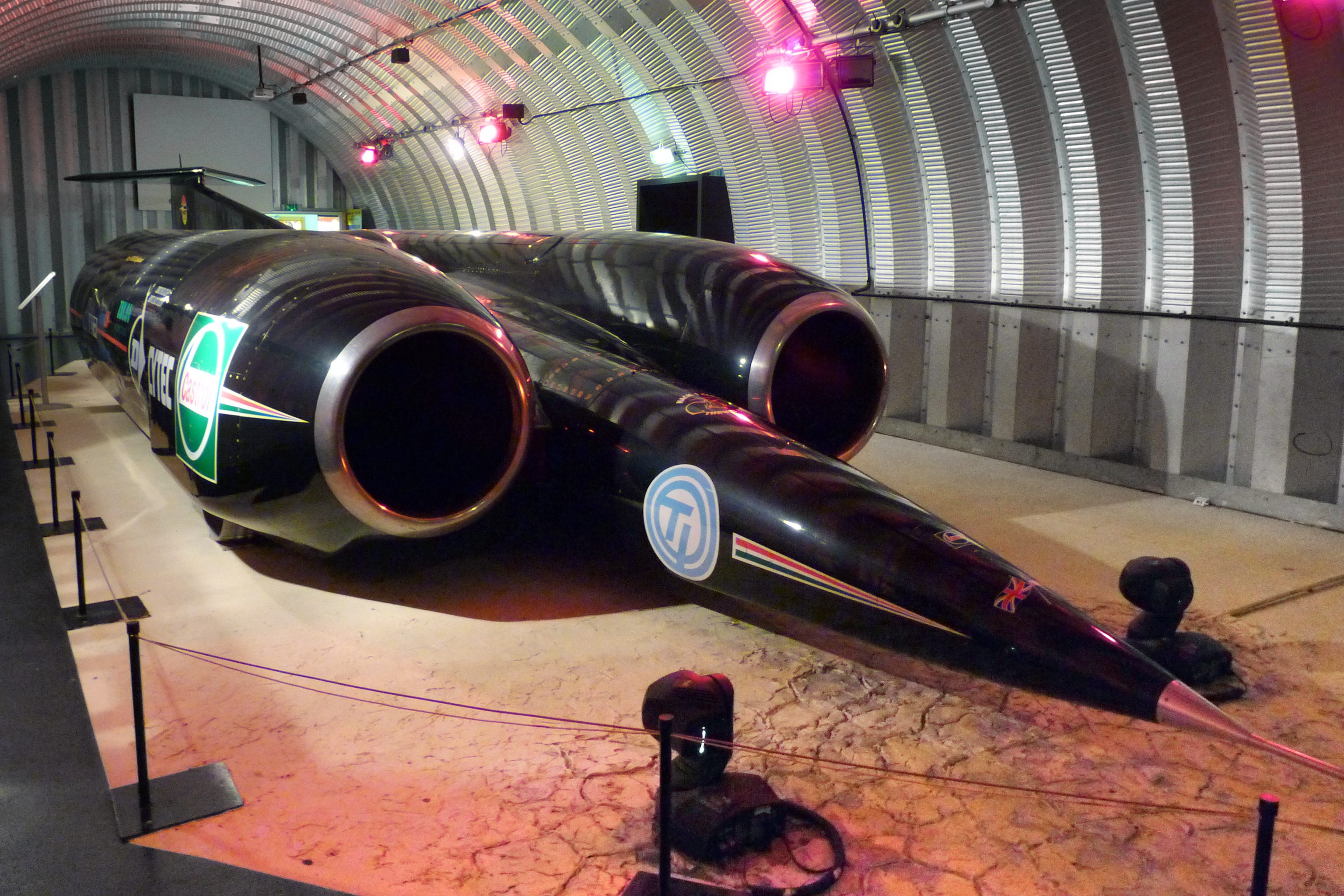
O ThrustSSC em exibição no Coventry Transport Museum.
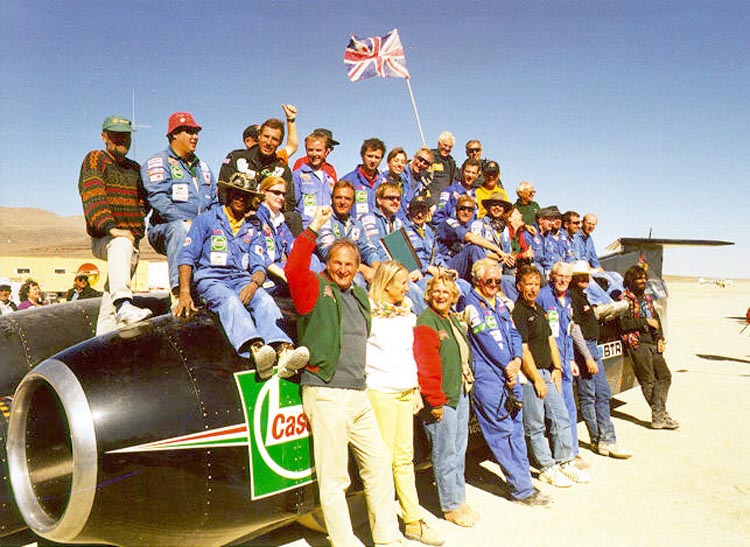
A equipe do projeto ThrustSSC posa ao lado do veículo, no deserto de Black Rock, em 15 de outubro de 1997.